# Моховик (казка)
«Моховик» — казка, опублікована Кетрін М. Бріггс і Рут Тонг у «Народних казках Англії» (Folktales of England).:48 Вона з'являється в «Книзі британських казок» Алана Гарнера та «Дрібнозубому псі» Кевіна Кросслі-Голланда.Цю історію, відому фольклористам, записав дослідник Т. В. Томпсоном від оповідачки Таймі Босвелл, ромкою, в Освальдтвіслі, Ланкашир, 9 січня 1915 року.:234
За класифікацією Аарне-Томпсона це казка типу 510B, «неприродне кохання». Інші казки цього типу: «Осляча Шкура», «Котяча Шкіра», «Різношерстка», «Король, який хотів одружитися зі своєю донькою», «Ведмедиця», «Дрантя», «Ситникова Шапочка», «Принцеса, що носила сукню з кролячої шкурки», «Ведмідь», «Принцеса в шкіряному вбранні».

## Сюжет
Торговець хотів одружитися з молодою дочкою вдови, але вона не хотіла з ним одружуватися. Вдова, яка пряла для неї пальто, сказала їй, щоб вона попросила білу атласну сукню з золотими гілочками, яка має бути їй впору. Дівчина так і зробила, і через три дні торговець приніс сукню. Дівчина попросила матір, і та порадила їй у торговця сукню кольору всіх птахів небесних, яка мала б їй ідеально пасувати. Коли він приніс її, вона попросила срібні черевички, які повинні бути їй впору. Тоді мати наказала йому прийти наступного дня о десятій годині, щоб отримати відповідь. Того ранку мати дала їй плащ-моховик, який вона зробила з моху і золотих ниток, і який дозволяв їй за бажанням пересуватися куди завгодно, а також перевтілюватися в будь-яку форму за бажанням. Потім вона відправила її до великої зали працювати.
Вона намагалася влаштуватися на роботу куховаркою, але у них вже був кухар, тож господиня запропонувала їй взяти її на роботу помічницею кухаря. Вона погодилася, але слуги не витримали, заздрячи її красі і тому, що вона отримала таку посаду з дороги; натомість вони змушували її мити посуд і били її по голові скіпкою.
Наближався танець, і слуги насміхалися над ідеєю, що вона може піти. Молодий господар, який бачив, яка вона гарна, запитав її, чи не хоче вона піти, але вона сказала, що занадто брудна, навіть коли господар і господиня притискали її до себе. Тієї ночі вона чарівним чином приспала всіх інших слуг, вмилася, одягла білу атласну сукню і в моховику пішла на бал. Молодий пан закохався в неї, але вона сказала лише, що приїхала з місця, де її били по голові скіпкою, а коли бал закінчився, вона повернулася назад у моховому плащі. Вона розбудила всіх слуг і натякнула, що, можливо, доведеться розповісти господині про їхній сон, щоб вони ставилися до неї краще. Коли ж історія про вельможну пані на балу дійшла до них, вони повернулися до знущань над нею.
Настав черговий бал, і цього разу вона пішла в іншій сукні. Молодий пан спробував її наздогнати і, можливо, зачепив її черевичок; у всякому разі, він злетів з неї. Він змусив кожну жінку спробувати взути черевичок, а коли почув, що тільки Моховичка не взула його, послав по неї теж. Черевичок їй підійшов. Господар із господинею вигнали слуг за те, що ті знущалися з неї, а молодий господар і Моховичка одружилися.

## Аналіз

### Казковий тип
Кетрін Бріггс класифікувала казку як тип 510B, «Сукня із золота, срібла та каменю» (sic), і прокоментувала, що ця історія була відома в Англії як «Котяча шкіра». У своєму путівнику по народних казках 1987 року фольклорист Д. Л. Ешліман класифікував казку, згідно з міжнародним індексом Аарне-Томпсона, як тип АТ 510B, «Король намагається одружитися на своїй дочці», таким чином пов'язаний з французькою казкою «Осляча Шкура» Шарля Перро та іншими варіантами, такими як «Різношерстка», «Ситникова Шапочка», «Ведмідь», «Ведмедиця» та «Король, який хотів одружитися зі своєю донькою».

## Адаптації та сучасні інтерпретації
Англійський прозаїк Алан Гарнер адаптував казку як «Моховик» у своїй книзі «Книга британських казок Алана Гарнера».
Також казка адаптована у пісні Емілі Портман у її альбомі The Glamoury 2010 року.